# اسکات بک
اسکات بک (متولد ۲۲ اکتبر ۱۹۸۴) کارگردان، تهیه‌کننده و فیلم نامه نویس آمریکایی متولد دنور کلرادو و بزرگ شده در بتندورف، آیووا است.
در سال ۲۰۱۶، بک و وودز فیلمنامه اصلی خود را برای یک مکان آرام به پارامونت پیکچرز فروختند.
وی همچنین کارگردان و نویسنده فیلم تسخیر ۲۰۱۹ بود.